# 阿拉氏黏盲鰻
阿拉氏黏盲鰻，為盲鳗科黏盲鰻屬的其中一種。分布於東印度洋西澳大利亞海域，為深海魚類，棲息深度380-550公尺，體延長呈圓柱狀，體後方側扁，眼退化為皮膚所覆蓋，無上下頜，具有6對鰓囊，黏液孔總數83-88個，前鰓部黏液孔13-16個、軀幹部黏液孔50-55個、尾部黏液孔11-13個，體長可達49.5公分，屬肉食性，沒有交配器官，性腺位於腹膜腔內，卵巢位於性腺的前部，睾丸位於性腺的後部，若性腺的顱部發育，則動物成為雌性；若性腺的尾部發生分化，則動物成為雄性，生活習性不明。